# Сазонов Саба Андрійович
Саба Андрійович Сазонов (груз. საბა ანდრეის ძე საზონოვი, рос. Саба Андреевич Сазонов; нар. 1 лютого 2002, Санкт-Петербург) — російський та грузинський футболіст, захисник італійського «Торіно» і національної збірної Грузії. На умовах оренди грає за «Емполі».
Чемпіон Росії.

## Клубна кар'єра
Народився 1 лютого 2002 року в місті Санкт-Петербург. Вихованець футбольної школи клубу «Зеніт».
У дорослому футболі дебютував 2019 року виступами за команду «Зеніт-2», в якій провів два сезони, взявши участь у 24 матчах чемпіонату. У 2021 році зіграв 1 гру за основну команду клубу «Зеніт».
До складу клубу «Динамо» (Москва) приєднався 2021 року. По ходу сезону 2022/23 став вже одним зі стабільних гравців ротації.
30 серпня 2023 року за майже 3 мільйони євро перебрався до італійського «Торіно».

## Виступи за збірні
З 2022 року залучається до складу молодіжної збірної Грузії. На молодіжному рівні зіграв у 3 офіційних матчах, забив 1 гол.
Того ж року дебютував в офіційних матчах у складі національної збірної Грузії.
У складі молодіжної збірної — учасник домашнього молодіжного чемпіонату Європи з футболу 2023.
| Дата       | Місто   | Господарі | Результат | Гості    | Турнір            | Голи | Примітки |
| ---------- | ------- | --------- | --------- | -------- | ----------------- | ---- | -------- |
| 17-11-2022 | Шарджа  | Марокко   | 3 – 0     | Грузія   | товариський матч  | -    | 78'      |
| 25-3-2023  | Батумі  | Грузія    | 6 – 1     | Монголія | товариський матч  | -    |          |
| 8-9-2023   | Тбілісі | Грузія    | 1 – 7     | Іспанія  | Відбір до ЧЄ 2024 | -    | 77'      |
| Усього     |         | Матчів    | 3         |          | Голів             | 0    |          |

## Титули і досягнення
- Чемпіон Росії (1):

«Зеніт»: 2020-2021